# Нюейсъс
Нюейсъс или Нуесес (на английски: Nueces; на испански: Río Nueces – Орехова река, буквени символи за произношение и звуков файл ) е река, течаща на територията на Тексас, Съединените американски щати.

Дължината ѝ е 507 km. Напоява югозападната част на Тексас и се влива в Мексиканския залив. Нуесес е втората по дължина в щата след река Рио Гранде. Реката извира от платото Едуардс, северозападно от Сан Антонио.